# Itaya amicorum
Itaya amicorum är en enhjärtbladig växtart som beskrevs av Harold Emery Moore. Itaya amicorum ingår i släktet Itaya och familjen Arecaceae. Inga underarter finns listade i Catalogue of Life.

## Bildgalleri

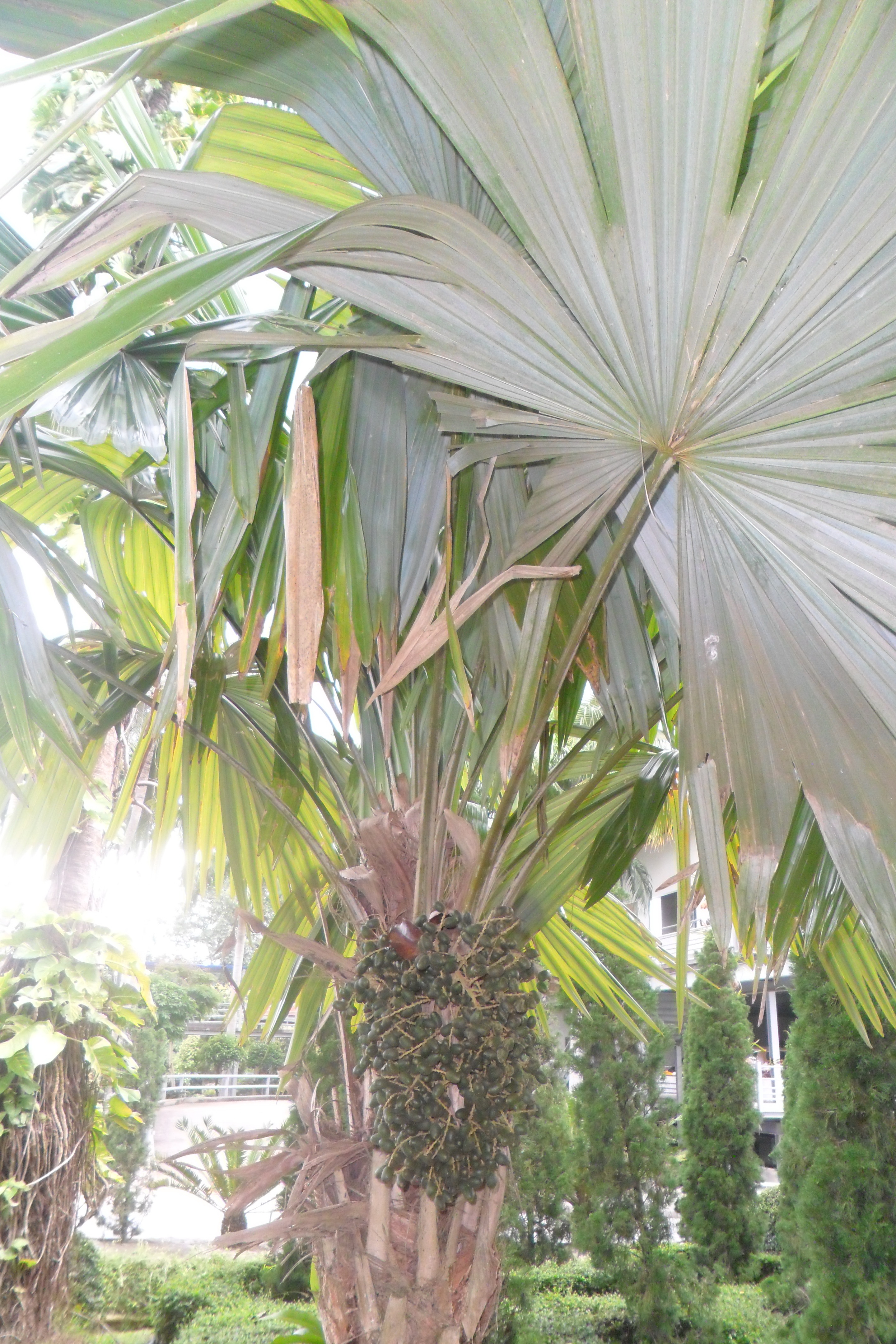
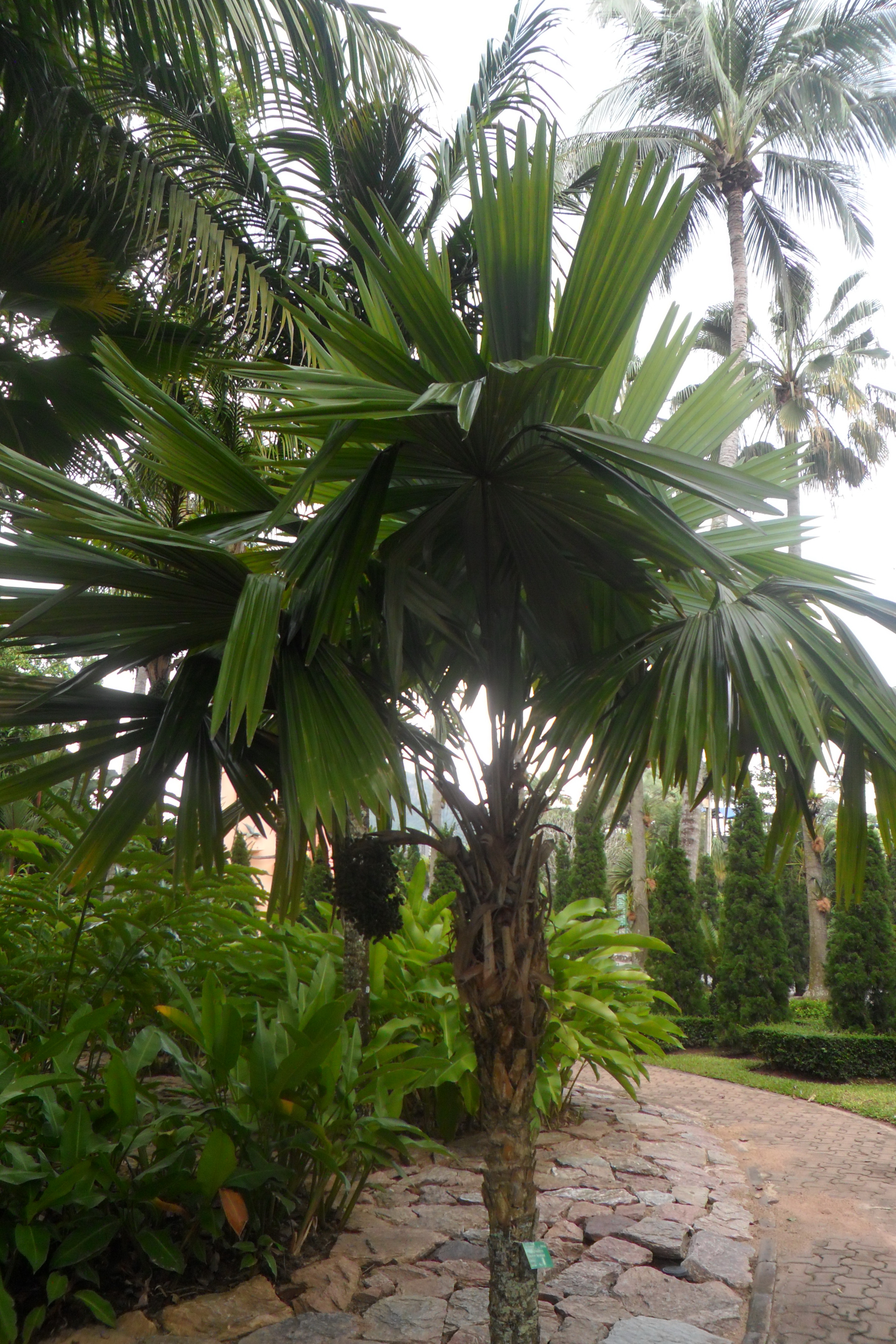